# Prométheusz-érem
A Prométheusz-érem – „A fizikai gondolkodás terjesztéséért” az Eötvös Loránd Fizikai Társulat egyik díja. Annak a személynek adományozható, aki országos hatással járult hozzá a fizikai műveltség terjesztéséhez. Az érem (jelenleg) évente legfeljebb egy személynek adományozható, odaítélésére a társulat elnöksége tesz javaslatot a küldöttközgyűlésnek. Az érem Varga Imre szobrászművész alkotása.

## A díjazottak
- 1974 Öveges József és Simonffy Géza
- 1975 Kunfalvi Rezső
- 1976 Maróti Lajos
- 1977 Sas Elemér
- 1978 Kulin György
- 1979 Károlyházy Frigyes
- 1980 Pető Gábor Pál és Simonyi Károly
- 1981 Abonyi Iván
- 1982 Rubik Ernő
- 1983 Jeges Károly
- 1984 Hunyadi Ilona
- 1985 Paris György és Zámori Zoltán
- 1986 Jéki László
- 1987 Vermes Miklós
- 1988 Kiss Dezső
- 1989 Radnai Gyula
- 1990 Turi Istvánné
- 1991 Staar Gyula
- 1992 Gnädig Péter és Hollndonner László
- 1993 Herczeg János
- 1994 Kiss Lajos
- 1995 Rósa Géza
- 1996 Marx György
- 1997 Csákány Antalné
- 1998 –
- 1999 –
- 2000 –
- 2001 –
- 2002 –
- 2003 –
- 2004 Krassói Kornélia
- 2005 Härtlein Károly
- 2006 Molnár Miklós
- 2007 Hraskó Péter
- 2008 Végh László
- 2009 Papp Katalin
- 2010 Vida József
- 2011 Zimányi Magdolna
- 2012 Kopcsa József
- 2013 Tóth Pál
- 2014 –
- 2015 Holics László
- 2016 Füstöss László
- 2017 Kármán Tamás
- 2018 Vannay László
- 2019 –
- 2020 Jarosievitz Beáta
- 2021 Horváth Ákos
- 2022 Hadházy Tibor
- 2023 Molnár Milán
- 2024 Vankó Péter